# زلک-اوه
زلک-اوه (به آلمانی: Selke-Aue) یک شهر در آلمان است که در هارتس واقع شده‌است. زلک-اوه ۱٬۶۱۱ نفر جمعیت دارد.